# Carlo Bernari
Carlo Bernari, eigentlich Carlo Bernard, (* 13. Oktober 1909 in Neapel; † 22. Oktober 1992 in Rom) war ein italienischer Schriftsteller und Journalist.

## Leben
Bernari stammte aus einer neapolitanischen Familie von Kleinunternehmern französischer Herkunft. Als schwieriges Kind, das sich mit jeglichen Regeln nicht anfreunden konnte, flog er von allen Schulen und setzte seine kulturelle Bildung als Autodidakt fort. Anfangs arbeitete er als Schneider und begann gleichzeitig, unter verschiedenen Pseudonymen als Journalist und Romanautor zu schreiben. Seinen Lebensunterhalt sicherte er sich zudem durch den Verkauf antiquarischer Bücher.
In Neapel lernte er die Literaturkritiker Benedetto Croce und Francesco Flora kennen und gründete mit Freunden die oppositionelle Kulturbewegung Unione Distruttivisti Attivisti (UDA; dt. Union der Destruktivisten und Aktivisten), auch Udaismo genannt. Bei seinem Paris-Aufenthalt (1930–1932) begeisterte er sich für die dort aktiven künstlerischen Avantgarde-Strömungen, allen voran für die surrealistischen Zirkel um André Breton, Louis Aragon und Paul Éluard.
Zurück in Italien erkannte Bernari die Notwendigkeit, die Probleme in der Arbeiterwelt zum Ausdruck zu bringen, und veröffentlichte 1934 den großzügig angelegten Roman Tre operai (dt. Drei Arbeiter), in dem er die Arbeiterklasse in ihrem Unvermögen, ein würdiges Leben zu führen, sowie in ihrem daraus resultierenden kritischen Verhältnis zur herrschenden Oberschicht beschreibt. Aufgrund des gesellschaftskritischen Inhalts des Buches geriet er bald darauf ins Visier der faschistischen Zensurbehörde, die darin ein subversives Unterfangen gegen das Mussolini-Regime sah.
Mit Cesare Zavattini und Alberto Moravia initiierte Bernari 1939 in Mailand die Zeitschrift Tempo (dt. Zeit). Nach einer Reihe weniger bedeutender Werke und Bernaris heimlichem Widerstand gegen den Faschismus begann in der ersten Nachkriegszeit erneut eine fruchtbare Schaffensperiode. Der viel beachtete neorealistische Roman Speranzella (1949) gewann 1950 den Premio Viareggio. Zum Schwerpunkt seines emsigen journalistischen und schriftstellerischen Schaffens – vor allem auch als Drehbuchautor – wurde Rom, wo er bis zu seinem Tod 1992 lebte.

## Neorealistisches Erzählen
Bernaris Schreibstil verzichtet bewusst auf rhetorische Schnörkel und schafft eine nüchterne Prosa, die in den Zeiten der faschistischen Diktatur und des vorherrschenden Mythos um Gabriele D’Annunzio ganz ungewohnt war. Auch die Themen, die er mit einer starken Spannung um die Erkenntnis der realen Lebensverhältnisse der Arbeiter und der sozialen Gerechtigkeit behandelt, waren im Vergleich zur übrigen zeitgenössischen Literatur Italiens überhaupt nicht üblich. Dabei vermittelt er mit seiner besonderen Beobachtungsgabe Menschen und Dinge aus einer persönlichen Sicht, ohne den sozialen Kontext der durch die Fabrikarbeit entfremdeten Menschen aus den Augen zu verlieren, und lenkt die Aufmerksamkeit des Lesers auf das beschwerliche Leben des Proletariats. Jenseits der engstirnig nationalistischen Kultur der Mussolini-Ära wurde Bernari so zu einem der wichtigsten süditalienischen Erzähler. Die Probleme im Italien der Nachkriegszeit erschienen ihm dagegen als ein Drama, das alle Völker gemeinsam zu bewältigen hatten. Der Zeugnischarakter seines Erzählens macht vor allem seinen ersten Roman Tre operai – neben Corrado Alvaros Gente in Aspromonte (1930) und Ignazio Silones Fontamara (1930) – zu einem der drei bedeutendsten Vorreiter des literarischen Neorealismus in Italien, der den kulturellen Wahrnehmungshorizont um die Aspekte der Armut und der gesellschaftlichen Missstände in breiten Bevölkerungsschichten erweiterte.

## Werke

### Prosa
- Tre operai (1934)
- Quasi un secolo (1936)
- Il pedaggio si paga all'altra sponda (1943)
- Tre casi sospetti (1946)
- Prologo alle tenebre (1947)
- Speranzella (1949); Premio Viareggio 1950
- Siamo tutti bambini (1951)
- Vesuvio e pane (1952); Premio Salento
- Domani e poi domani(1952)
- Amore amaro (1958); Premio Augusto Borselli
- Era l'anno del sole quieto (1964)
- Per cause imprecisate (1965)
- Le radiose giornate (1969)
- Alberone eroe e altri racconti non esemplari (1971)
- Un foro nel parabrezza (1971)
- Tanto la rivoluzione non scoppierà (1976)
- 26 cose in versi (1977)
- Dall'Etna al Vesuvio (1978)
- Il cronista giudizioso (1979)
- Dal Tevere al Po (1980)
- Il giorno degli assassinii (1980)
- Il grande letto (1988)
- L'ombra del suicidio. Lo strano Conserti. (1936 entstanden; posthum veröffentlicht 1993)
- Gli stracci (1. Fassung von Tre operai; 1930–1931 entstanden; Hrsg.: Enrico Bernard) Genzano di Roma: Menichelli, 1994 (ISBN 88-86383-02-9)

### Essays
- Napoli pace e guerra (1946)
- Il gigante Cina (1957)
- Bibbia napoletana (1960)
- Non gettate via la scala (1973)
- Napoli silenzio e grida (1977)
- Non invidiate la loro sorte (1991)

### Lyrik
- 26 cose in versi (1977)

### Deutsche Übersetzungen
- Der Vesuv raucht nicht mehr. Berlin: Rütten & Loening, 1956
- Speranzella. Stuttgart: Verlag Deutsche Volksbücher, 1962
- Das lichte Morgen. Stuttgart: Deutscher Bücherbund, 1963